# Cambronnaise de Saint-Sébastien-sur-Loire
La Cambronnaise de Saint-Sébastien-sur-Loire est une association omnisports et culturelle domiciliée à Saint-Sébastien-sur-Loire, en Loire-Atlantique. Issue d’un patronage paroissial de la fin du XIXe siècle, elle est, au début du XXIe siècle, l’une des grandes associations de la région nantaise et de la Fédération sportive et culturelle de France.

## Historique

### 1887–1900: fondation
Dès 1887, la première activité du patronage paroissial de Saint-Sébastien-sur-Loire est la musique. Celle-ci reçoit le 12 août 1895 l’autorisation préfectorale comme Société musicale de Saint-Sébastien. Sous l’égide de l’abbé Pierre Auguste Guillou, elle devient, en 1900, l'Harmonie municipale la Cambronnaise, nom choisi en hommage au général de l’armée napoléonienne Pierre Cambronne qui a passé une partie de son  adolescence et les 20 dernières années de sa vie à Saint-Sébastien-sur-Loire où il meurt le 29 janvier 1842. Depuis cette date, La Cambronnaise exerce toujours ses activités dans ses locaux de la rue de la Croix Blanche à Saint-Sébastien-sur-Loire.

### 1900–1914: apparition de la gymnastique
Le 28 mai 1900, les statuts sont déposés en préfecture par Messieurs Thépaud et Grégoire, respectivement président et secrétaire de l'harmonie municipale la Cambronnaise. Une section de gymnastique apparaît rapidement et, dès 1904, elle participe au concours de Nantes. Celle-ci est encore présente en 1909 dans cette ville pour le concours national de la Fédération gymnastique et sportive des patronages de France (FGSPF). Ce concours national de Nantes suscite la déclaration en préfecture, le 15 janvier 1910, du Comité de l’Union départementale des sociétés de gymnastique des patronages de Loire-Inférieure. On retrouve régulièrement la Cambronnaise aux concours suivants : Bourgneuf-en-Retz en 1910, puis Le Croisic en 1911.
Elle n’est cependant déclarée — conformément à la loi de 1901 — comme société de gymnastique, tir et préparation militaire que le 26 octobre 1912. Le président est alors Henri Mérot du Barré, ancien maire de la commune et le directeur l’abbé Pierre Auguste Guillou. Le théâtre, les jeux et la catéchèse complètent les activités.
Elle adhère, la même année, à la FGSPF fondée en 1898 par Paul Michaux. Pour marquer cette affiliation, le conseil municipal de Saint-Sébastien-sur-Loire  décide de nommer une voie rue du docteur Paul Michaux. Le premier drapeau de la Cambronnaise est béni le 1er mai 1913.
La Cambronnaise participe alors aux concours d’Ancenis en 1912, Machecoul en 1913 et Châteaubriant en 1914, quelques jours avant la déclaration de Guerre. Quarante-deux gymnastes ou musiciens sont alors mobilisés et treize n’en reviendront pas.

### 1919–1945: reconstruction et diversification
La Cambronnaise n’est reconstituée qu’en 1920, sous la présidence de Pierre Leveau, qui occupe cette fonction jusqu’en 1954. L’abbé Douet assure alors la direction du patronage qui reçoit son nouveau drapeau, symbole de renaissance, le 5 septembre 1920.
Le patronage ne tarde pas à disposer d’un baraquement, acheté aux surplus de l’armée américaine et qui, après quelques aménagements, accueille toutes les activités : répétitions de gymnastique, fanfare, représentations théâtrales. Il est béni le 13 janvier 1921.
La société demande son agrément pour la préparation militaire, qu’elle obtient le 5 août 1921, malgré l’hostilité municipale. Une Amicale du patronage, consacrée à l’éducation populaire, est aussi déclarée en préfecture. Les concours de gymnastique se succèdent : Nantes (1920), Blain (1921), Nort-sur-Erdre (1922) et, la même année, le championnat fédéral d’Angers.
En 1923, la Cambronnaise figure parmi les 28 000 gymnastes et musiciens qui assurent le succès du grand concours international de Paris, les 21 et 22 juillet. L’année suivante, elle termine 6e au championnat fédéral de Tours, Francis Maura enlevant le titre individuel. En 1925, Saint-Sébastien-sur-Loire organise le concours régional.
Jusqu’à la guerre, la Cambronnaise poursuit son ascension mais demeure une association exclusivement masculine, les filles n’étant encore acceptées qu’au patronage. Les activités commencent à se diversifier ; le 23 septembre 1935 apparaît une section aéronautique : les Ailes de la Cambronnaise.
Les engagements immobiliers imposant des restrictions, elle ne reparait sur la scène nationale que pour le concours international de Paris, les 10 et 11 juillet 1937. Le 10 juillet 1938, elle organise son second concours de l’Union régionale de Loire-Inférieure. La même année la salle de la rue de la Croix-Blanche est construite pour la gymnastique, avec une dépendance pour le tir.

### 1945–1968: temps difficiles
Pendant l’Occupation, la Cambronnaise participe aux quelques concours amicaux qui s’organisent avec l’apparition éphémère du basket-ball en 1941. Le nouveau directeur, l’abbé Plantard, féru d’action catholique spécialisée — Jeunesse ouvrière chrétienne (JOC), Jeunesse agricole catholique (JAC), Action catholique ouvrière (ACO) — ne rencontre pas l’assentiment de l’encadrement dont une partie quitte l’association dès la Libération.
En décembre 1944, il est nommé curé et remplacé quelques mois plus tard par l’abbé Bourdeau, qui parvient à ressouder les bonnes volontés restantes. Grâce au succès du cinéma, aux bénéfices qu'il procure et à la solidarité de l’Union départementale, la gymnastique et la musique reprennent leurs activités dans une ville dévastée par les bombardements et elles participent le 8 juillet 1945 au concours de Nantes. Dès 1947, la Cambronnaise reparaît au championnat fédéral de Laval puis participe, l’année suivante, au concours du cinquantenaire de la Fédération sportive de France (FSF).
Les résultats aux championnats fédéraux suivants sont irréguliers mais la musique et le théâtre se produisent sur les plus grandes scènes nantaises. En 1951, l’abbé Bourdeau est appelé dans une autre paroisse et la section adultes connaît des difficultés. Les présidents et les directeurs se succèdent à un rythme soutenu jusqu’en 1956 avec l’avènement à la présidence de Joseph Rivet qui remobilise quelques anciens.
En 1959, la Cambronnaise participe aux championnats fédéraux du Mans avec cent quarante-cinq pupilles, trente-cinq adultes et ses musiciens. Les conditions d’entraînement pour de tels effectifs devenant critiques, un terrain est acheté en 1961. Le concours organisé l’année suivante, pour célébrer le cinquantenaire de la déclaration en préfecture, apporte la mise de fonds nécessaires au lancement des travaux dès le mois d’août.
La sérénité n’est alors troublée que par les mésaventures des clubs voisins et amis, abandonnés de leurs paroisses et de leurs directeurs. La Cambronnaise se prépare à l’épreuve et, quand l’abbé Potier est appelé à d’autres tâches fin 1967, les laïcs sont prêts à s’assumer seuls. Seul le cinéma disparaît.

### 1968–2000: recentrage des activités
L’association s’ouvre aux féminines en 1969 et elle organise les championnats fédéraux masculins en 1970. Les événements de Mai 68 et les discussions engendrées sont fatals à la musique qui s’étiole pour jouer ses dernières notes en 1971. La Cambronnaise devient une association unisport, les musiciens fidèles s’investissant dans l’amicale ou l’administration.
En 1972 à Royan, puis en 1973 à Vittel, les adultes sont champions fédéraux. Une section poussin naît en 1975. En 1981, les pupilles sont champions fédéraux aux Sables-d’Olonne et récidivent l’année suivante à Firminy. Chez les féminines, les aînées évoluent rapidement en championnat fédéral.
En 1982, la Cambro s’ouvre au twirling, puis à la gymnastique rythmique et sportive (GRS) et à la gymnastique de détente en 1990. Pour satisfaire aux aspirations des meilleur(e)s, les diverses sections s’affilient aux fédérations délégataires : Fédération française de gymnastique (FFG) et Fédération française de twirling bâton (FFTB). Une section éveil de l'enfant est créée en 1994, puis d’aérobic en 1996 et de course pédestre en 1998, année qui voit également apparaître le centre de vacances et de loisirs (CVL).
Entre-temps, la Cambronnaise organise un des plus grands évènements sportifs de l’année 1995. Du 23 au 25 juin 1995, le premier open fédéral de gymnastique de la Fédération sportive et culturelle de France (FSCF) regroupe, à Saint-Sébastien-sur-Loire, la gymnastique artistique féminine (GAF), la gymnastique artistique masculine (GAM) et la GRS : 180 cars, 225 clubs avec 7 731 gymnastes, 595 juges et 100 tonnes de matériel gymnique.

### XXIesiècle: évolution et réaménagements
La Cambronnaise poursuit son ouverture aux activités nouvelles en ouvrant une section de capoeira en 2005 et entreprend, en 2006, la reconstruction et le réaménagement de ses locaux.
Elle organise encore deux open en 2005 et 2009, accueillant à chaque fois plus de 5 000 participant(e)s et s’affirme comme une des toutes premières association omnisports de la FSCF.
Depuis 2007, la salle de la Croix Blanche porte le nom de complexe sportif Joseph Rivet et son foyer celui de salle Paul Michaux, fondateur de la FSCF.
En 2009, la Cambronnaise met en place un partenariat avec l’établissement et service d'aide par le travail (ESAT) de Saint-Sébastien-sur-Loire dans le but de proposer des activités sportives à des personnes en situation de handicap.
En 2010, elle célèbre son 110e anniversaire, en comptabilisant dix activités sportives et plus de 1 000 adhérents.
Elle est toujours bien présente dans les palmarès nationaux de la FSCF : 3e du championnat fédéral féminin 2011, elle remporte la même année la 1re place chez les cadettes en finale de coupe de France et les deux premières au championnat fédéral individuel dans la même catégorie.

## Les dirigeants
En plus de cent ans d'existence, la Cambronnaise connait 7 présidents et 12 abbés-directeurs, la fonction de ces derniers s'arrêtant en 1967.

### Les présidents
| # | Nom                  | Période   |
| - | -------------------- | --------- |
| 1 | Thébaud              | 1900-1912 |
| 2 | Henri Mérot du Barré | 1912-1924 |
| 3 | Pierre Leveau        | 1924-1954 |
| 4 | Francis Maura        | 1954-1955 |
| 5 | Édouard Olive        | 1955-1956 |
| 6 | Joseph Rivet         | 1956-1989 |
| 7 | Christian Babonneau  | 1989-…    |

### Les abbés-directeurs
| #  | Nom           | Période   |
| -- | ------------- | --------- |
| 1  | abbé Échelard | 1912-1913 |
| 2  | abbé Blot     | 1913-1919 |
| 3  | abbé Sibileau | 1919-1920 |
| 4  | abbé Douet    | 1920-1928 |
| 5  | abbé Bauthamy | 1928-1929 |
| 6  | abbé Robin    | 1930-1938 |
| 7  | abbé Clouet   | 1939-1941 |
| 8  | abbé Plantard | 1941-1945 |
| 9  | abbé Bourdeau | 1945-1951 |
| 10 | abbé Moreau   | 1951-1953 |
| 11 | abbé Potier   | 1954-1967 |
| 12 | abbé Lorteau  | 1967-1967 |